# 자양초등학교
자양초등학교는 대한민국 경상북도 영천시 자양면 성곡리에 있었던 공립 초등학교이다.

## 연혁
- 1935년 9월 4일 자양공립보통학교(4년제) 개교(설립인가 8월 10일)(개교식: 용산동 농촌진흥조합사무소)
- 1936년 4월 16일 용산동 888번지로 교사 이전
- 1938년 4월 1일 자양공립심상소학교로 개칭
- 1939년 4월 1일 6년제로 연장
- 1941년 4월 1일 자양공립국민학교로 개칭
- 1978년 3월 1일 신방분교장 개교
- 1979년 5월 21일 영천댐 건설로 용산동 전교사 수몰, 현 위치(성곡동)로 이전
- 1986년 3월 5일 병설유치원 개원
- 1996년 3월 1일 자양초등학교 개명
- 1997년 2월 21일 제57회 졸업식(8명 졸업)
- 1998년 2월 20일 제58회 졸업식(5명 졸업)
- 1999년 1월 30일 학교 문집 자양동산 발간
- 1999년 2월 11일 제59회 졸업식(6명 졸업)
- 1999년 3월 1일 신방분교장과 함께 평천초등학교로 통합